# 서하교 (광주시)
서하교(西霞橋)는 대한민국의 경기도 광주시 초월읍을 위치한 경안천의 다리이다. 해공로와 중부고속도로의 일부 구간이기도 하다.

## 좌표
- 북위 37° 25′ 43″ 동경 127° 18′ 30″ / 북위 37.4287369°  동경 127.3083054°  서하교 (광주시 초월읍 무갑리 ~ 서하리)
- 북위 37° 25′ 55″ 동경 127° 17′ 42″ / 북위 37.4319812°  동경 127.2949966°  서하교 (광주시 초월읍 지월리)

## 같이 보기
- 경안천
- 경안천교